# То так і я тепер пишу…
«То так і я тепер пишу…» — вірш Тараса Шевченка, написаний 1847 року в Орській фортеці.

## Написання
Зберігся чистовий автограф у «Малій книжці». Автограф не датовано. Вірш датується за місцем автографа у «Малій книжці» серед творів 1847 року та часом перебування Шевченка з 22 червня 1847-го по 11 травня 1848 року в Орській фортеці, орієнтовно: кінець червня — грудень 1847 року, місце написання — Орська фортеця.
Первісний автограф не відомий. Наприкінці 1849-го (не раніше 1 листопада) або на початку 1850 року (не пізніше дня арешту поета 23 квітня), після повернення Аральської описової експедиції до Оренбурга, Шевченко переписав вірш з невідомого автографа до «Малої книжки» (без номера до одинадцятого зшитка за 1847 рік). Епіграф і перші п'ять рядків твору написано одним чорнилом, а дальші 15 рядків — іншим. До «Більшої книжки» вірш не переписано.
Вперше вірш надруковано за «Малою книжкою» у виданнях: «Кобзарь Тараса Шевченка / Коштом Д. Е. Кожанчикова» (СПб., 1867 рік, стор. 406), з відміною у четвертому рядку: «Згадаю що чи що побачу» (так було спочатку в «Малій книжці») і того ж року у виданні: «Поезії Тараса Шевченка» (Львів, 1867 рік, том 2, стор. 224—225).
Епіграфом до твору Шевченко взяв народну приказку «Привикла, кажуть, собака за возом бігти, то побіжить і за саньми». Очевидно, поет чув її безпосередньо з уст народу. В жодному із збірників народної творчості, що з'явились на той час, її не зафіксовано.

## Сюжет
У вірші передано настрої й думки, характерні для невільницької лірики Шевченка. Надмірна прискіпливість до себе, суто суб'єктивне невдоволення своїми останніми творами поєднуються з роздумами про творчість минулих років, про свою особисту долю.